# Oliba I de Carcassona
Oliba I de Carcassona (? - 837) fou comte de Carcassona (821-837).

## Orígens familiars
Segon fill del comte Bel·ló de Carcassona, fou germà del comte Guisclafred de Carcassona i pare dels comtes Oliba II i Acfred I de Carcassona.
És discutit que fos germà dels comtes Sunifred I d'Urgell-Cerdanya i Barcelona, i Sunyer I d'Empúries.

## Ascens al tron comtal
A la mort del seu germà gran Guisclafred el succeí al tron comtal de Carcassona, en aquells moments una de les ciutats més importants del sud de França.
El comte és esmentat en una carta datada el setè any de Lluís I el Pietós (821) en la qual Oliba I i la seva esposa Elmetruda, agafava en compromís per 22 anys el domini de Favarias a la vall de l'Aigne, diòcesi de Carcassona, de mans d'Adalaric abat de l'abadia de la Grassa i els seus monjos, que anteriorment havia estat donat pel mateix Oliba a l'abadia. Subscriuen la carta el mateix Oliba, la seva esposa Elmetruda, Arnulf i Lluís, personatges desconeguts que foren testimonis. El 28 d'agost del 827 Pipí I d'Aquitania va confirmar a Vic (Ausona) una donació de terres feta per Oliba I en favor de l'abadia de la Grassa on era abat Agilis; Oliba estava a Ausona perquè havia participat en l'expedició de Pipí contra Aissó. Se l'esmenta per darrer cop en una carta de Pipí I d'Aquitània de l'any 838 en favor de l'abadia de la Grassa, dient que havia estat enviat (missus dominicus) de Lluís el Pietós juntament amb Helisacar que cal identificar amb el canceller de França d'aquest nom i abat de Saint-Riquier, els quals van arranjar alguns límits de dependències de l'abadia de la Grassa; Oliba va morir poc abans, el maig del 837 segons se sap per un acord que la seva vídua Riquilda va fer amb l'abat Agila de la Grassa sobre l'alou de Favars a la diòcesi de Carcassona el qual el comte i la seva primera esposa Elmetruda o Ermentruda havien agafat a precari de l'abadia 17 anys abans, i del qual Rioquilda renovava la fiança per 20 anys més.

## Núpcies i descendents
Es casà en dues ocasions, primerament amb una dama anomenada Ermentruda i, posteriorment, amb Riquilda. Tingué tres fills, si bé es desconeix de quina esposa exactament:
- Oliba II de Carcassona (?-879), comte de Carcassona i comte de Rasès
- Acfred I de Carcassona (?-906), comte de Carcassona i comte de Rasès
- Sunifred de Carcassona, abat del monestir de la Grassa